# Kevin Arnold

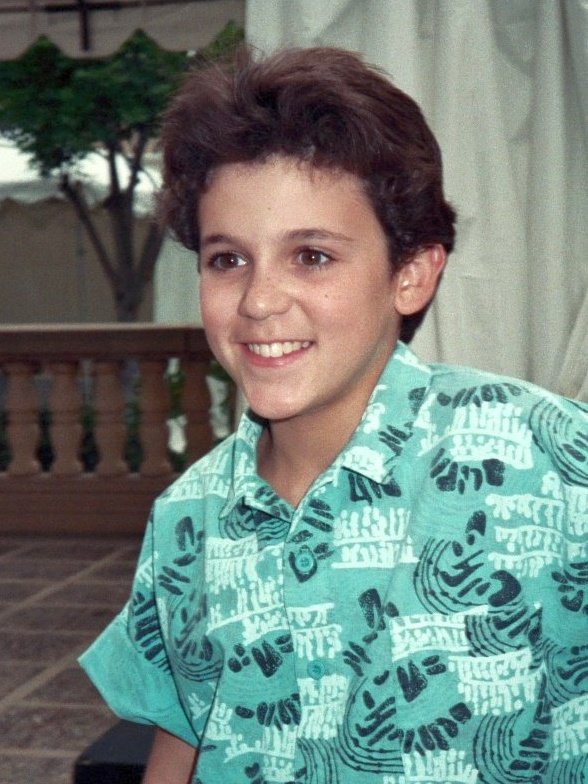
Fred Savage em 1989, época da exibição original da série

Kevin Arnold é um personagem fictício da série de televisão The Wonder Years. O personagem principal nascido em 18 de março de 1956, Kevin cresceu no turbulento final dos anos 1960 e início dos anos 1970. Logo após se formar no ensino médio em 1974, ele foi para a faculdade, se casou e teve um filho nascido em 1981. Foi interpretado enquanto adolescente por Fred Savage. Já Daniel Stern vive a versão adulta de Kevin, que também serve como narrador da série relembrando a sua juventude.
A interpretação desse personagem rendeu a Savage indicações ao Emmy e ao Globo de Ouro como melhor ator em série de comédia, tornando-se o mais jovem a ser indicado, aos treze anos.